# Гарзефельд
Гарзефельд (нім. Harsefeld) — громада в Німеччині, розташована в землі Нижня Саксонія. Входить до складу району Штаде. Центр об'єднання громад Гарзефельд.
Площа — 51,81 км2. Населення становить 14 378 ос. (станом на 31 грудня 2021).

## Галерея

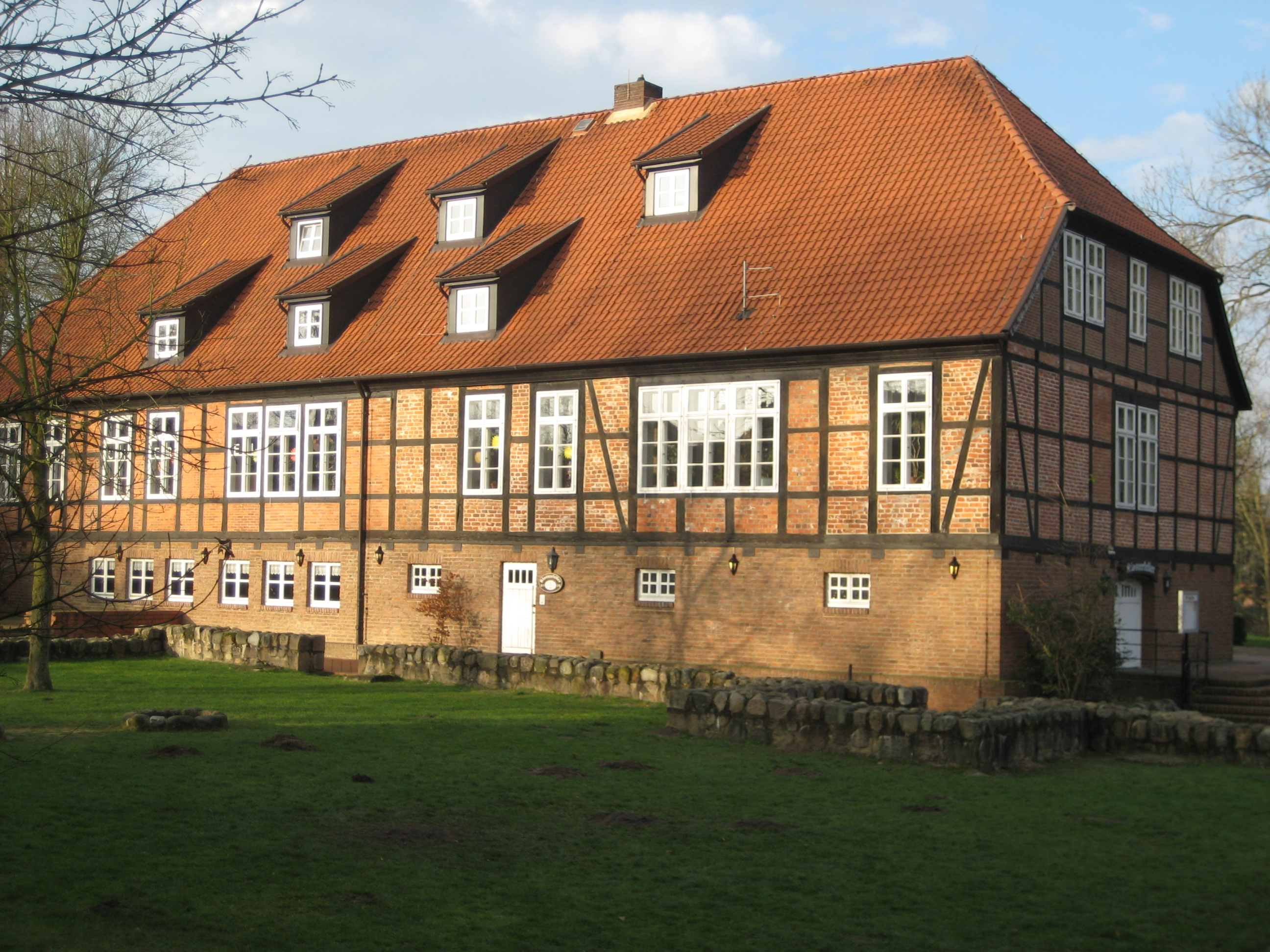
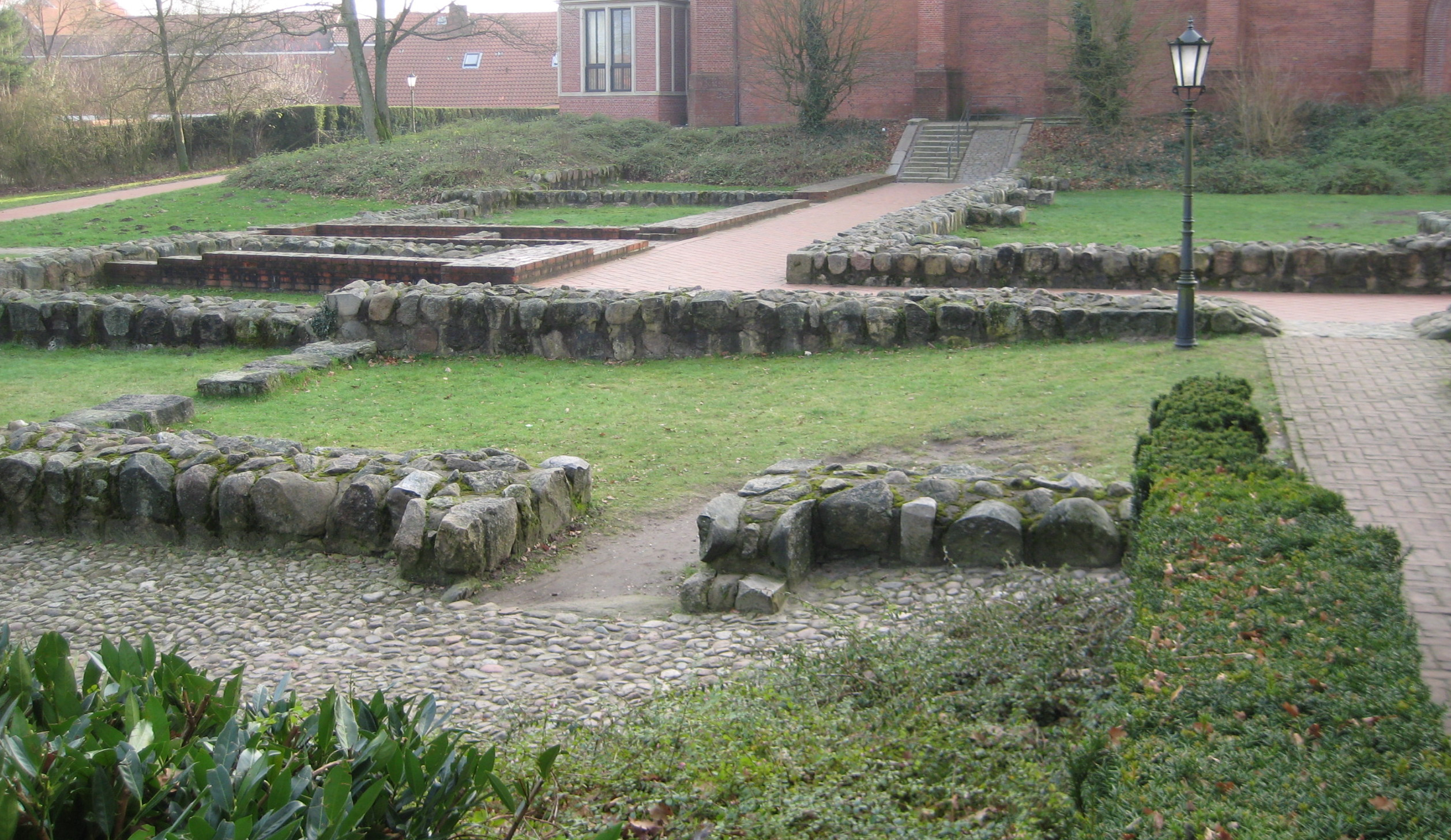
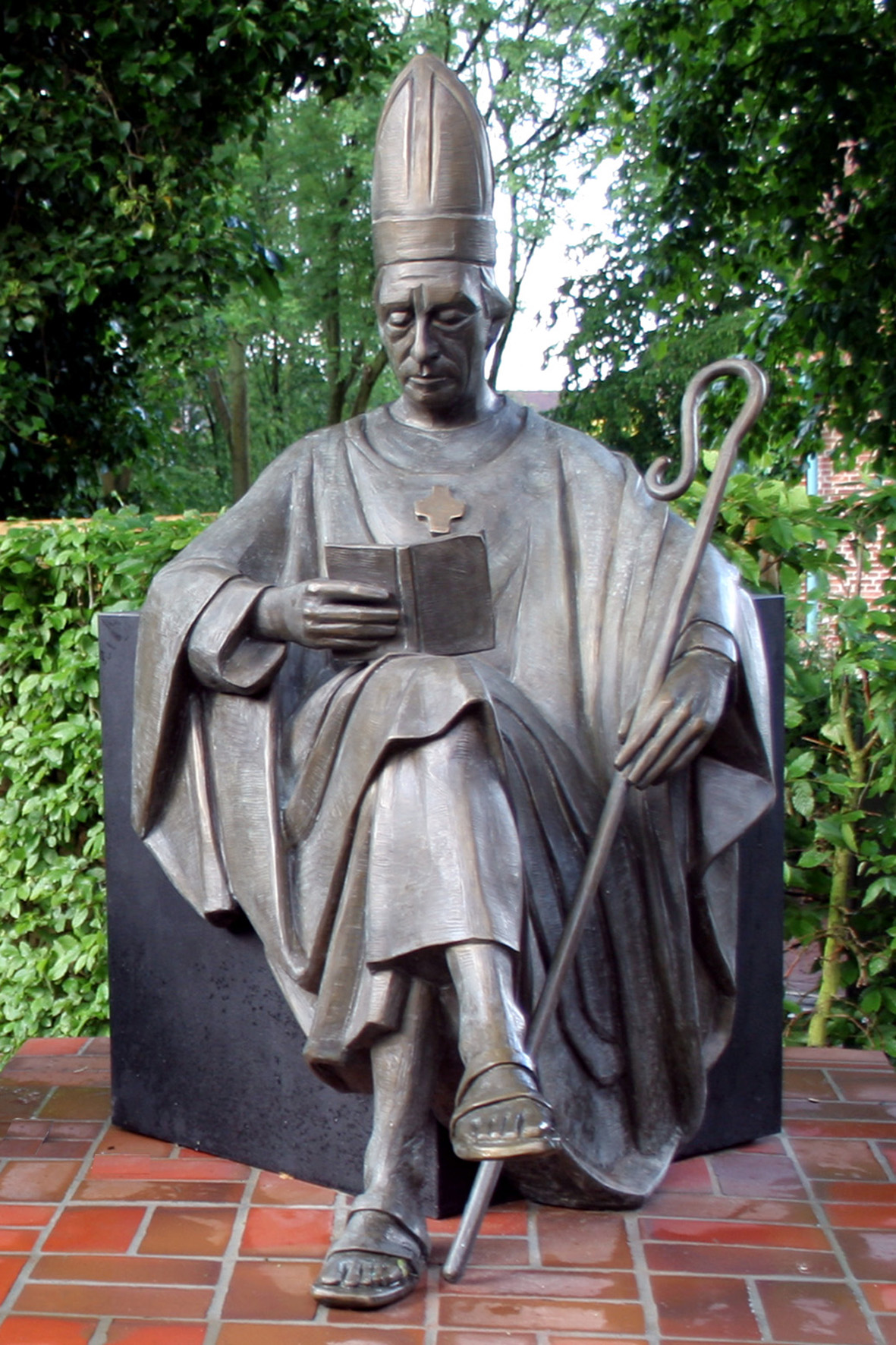
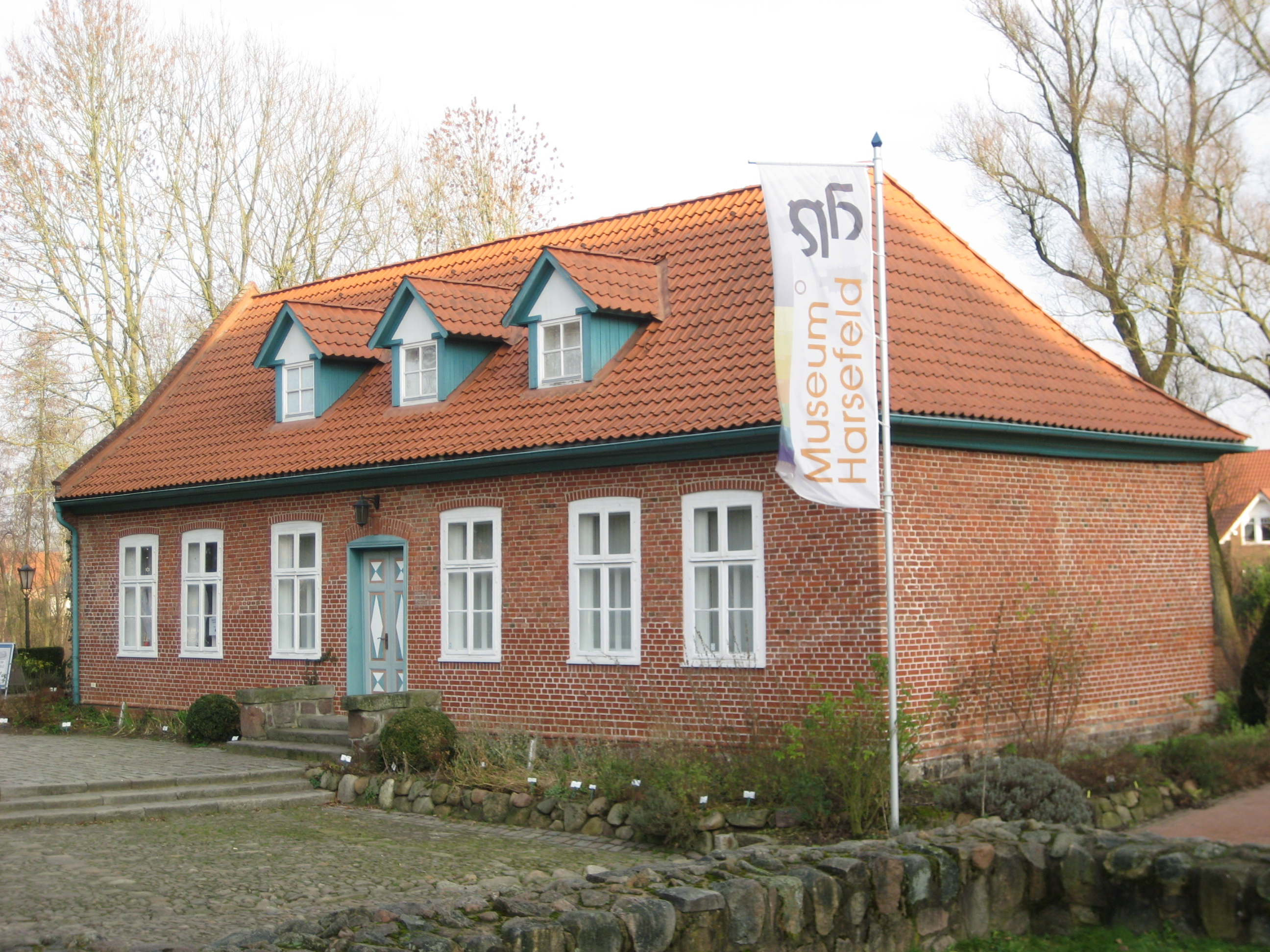
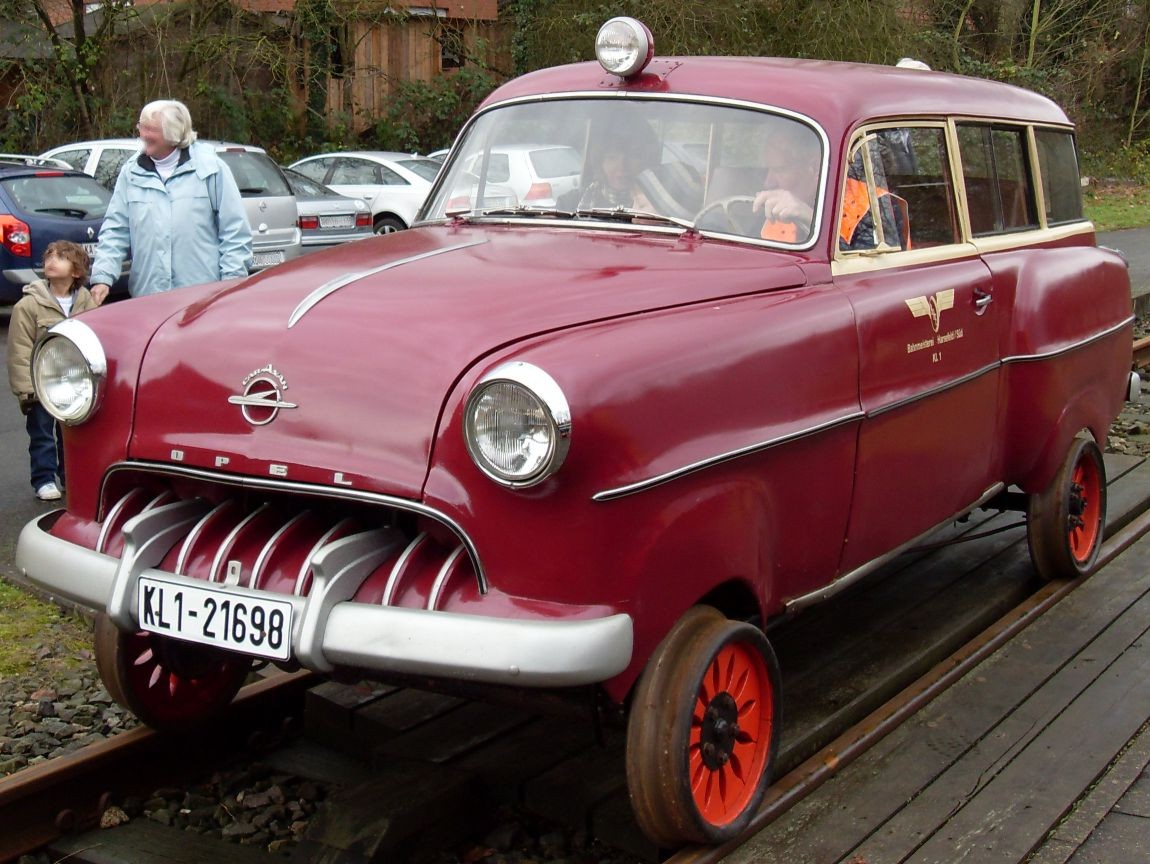
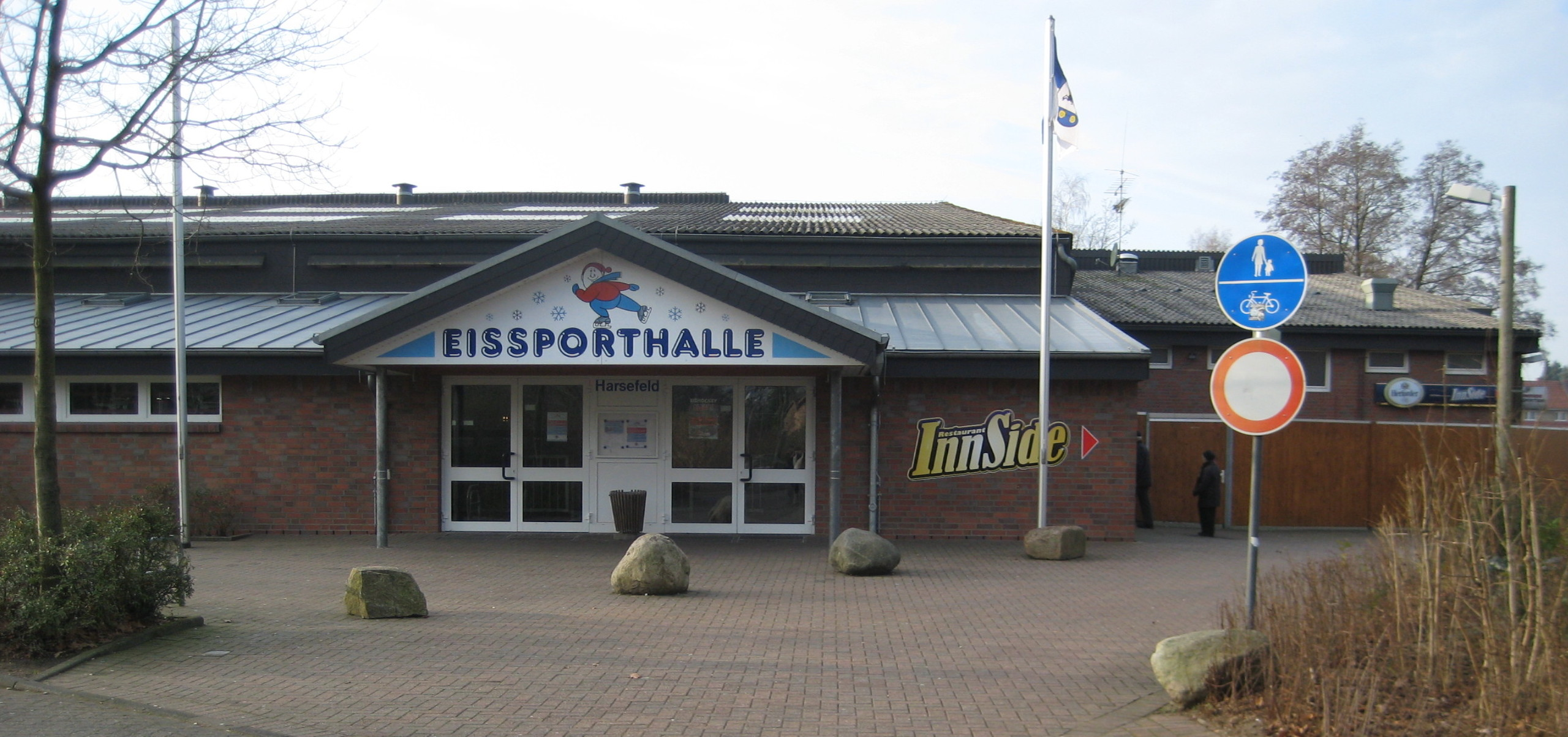